# Lwowski (Russland)
Lwowski (russisch Льво́вский) ist ein Stadtteil von Podolsk in der Oblast Moskau. Es liegt rund 20 km südlich der Stadtgrenze Moskaus und hat 10.855 Einwohner (Stand 14. Oktober 2010). Bis 2015 war es selbständige Siedlung städtischen Typs.
Der Ort entstand 1902 zunächst als eine Datschensiedlung, die in der Nähe mehrerer alter Dörfer errichtet wurde. Eines dieser Dörfer gehörte der Witwe eines Staatsrats mit dem Familiennamen Lwow, und so erhielt die neue Siedlung den Namen Lwowski. 1939 wurde neben dem Ort eine Metallverarbeitungsfabrik errichtet, die bis heute der wichtigste Betrieb der Siedlung ist. 1959 wurde Lwowski der Status einer Siedlung städtischen Typs verliehen. Mit Anordnung des Gouverneurs der Oblast Moskau vom 3. Juli 2015 erfolgte die Eingemeindung in das benachbarte Podolsk.
Lwowski hat einen Haltepunkt (Lwowskaja) an der Eisenbahnstrecke Moskau–Kursk. Hier halten aus Moskau, Podolsk, Tschechow oder Serpuchow kommende Nahverkehrszüge in dichtem Abstand.

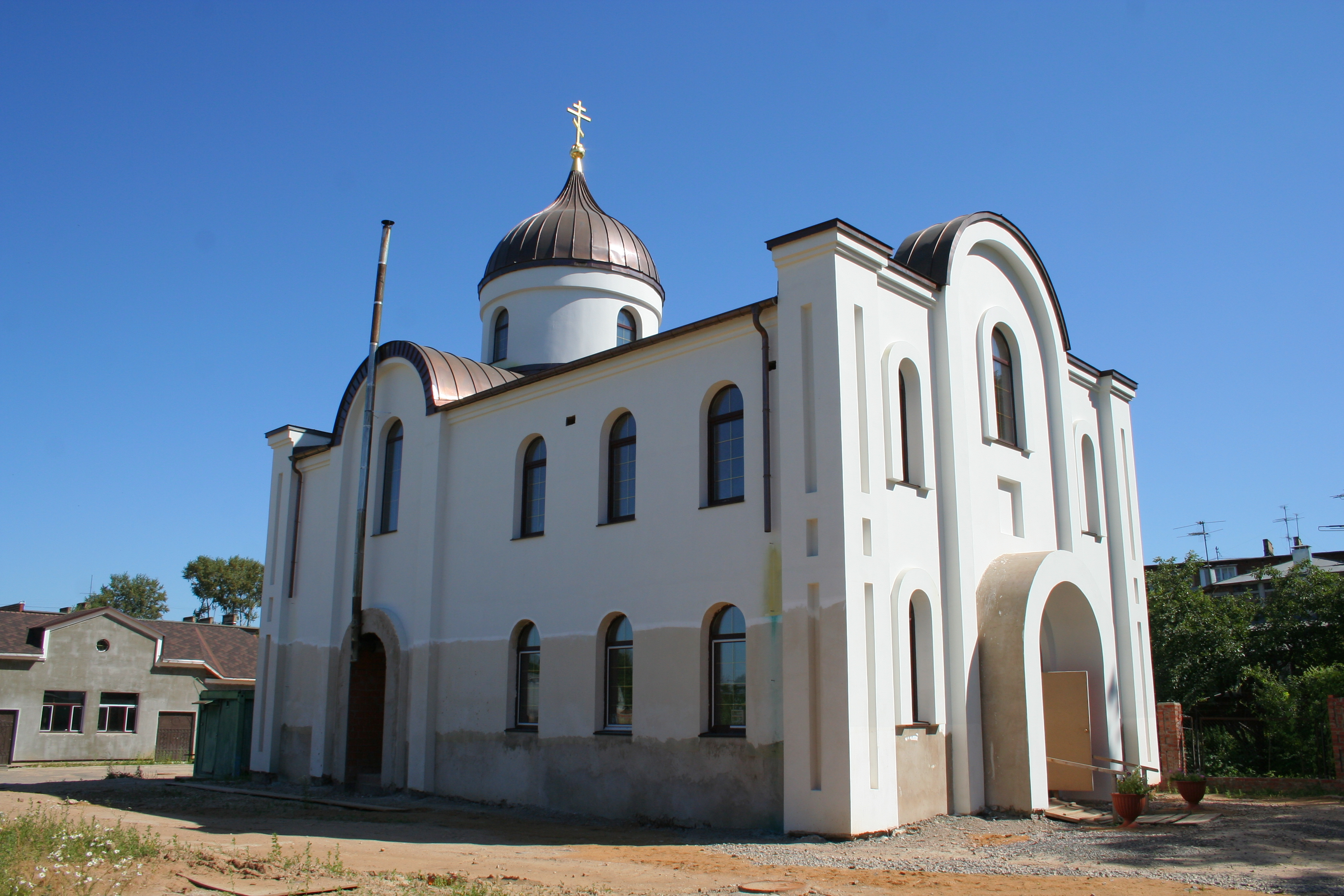
Pantaleimonskirche
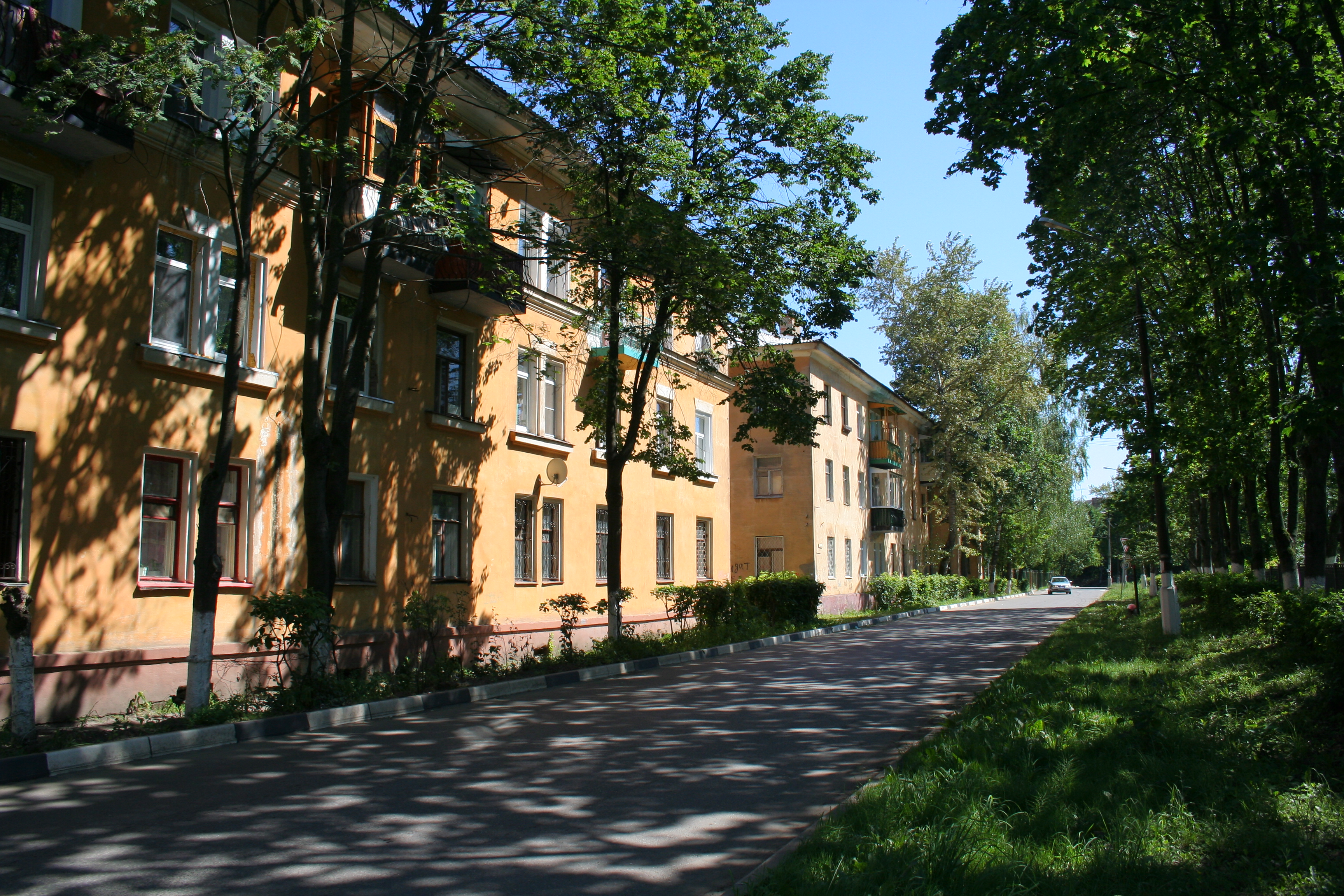
Eine Straße in Lwowski
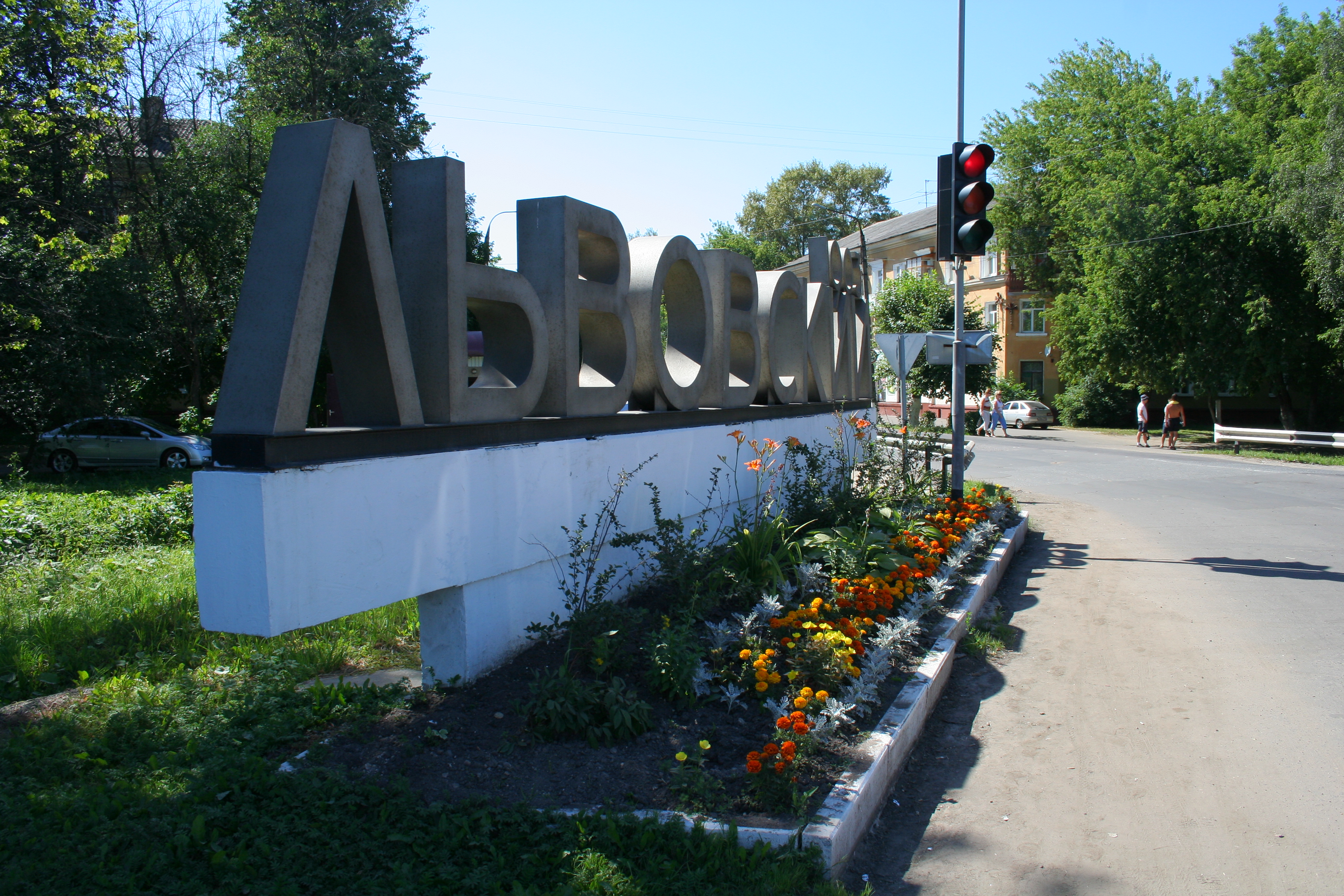
Ortszeichen
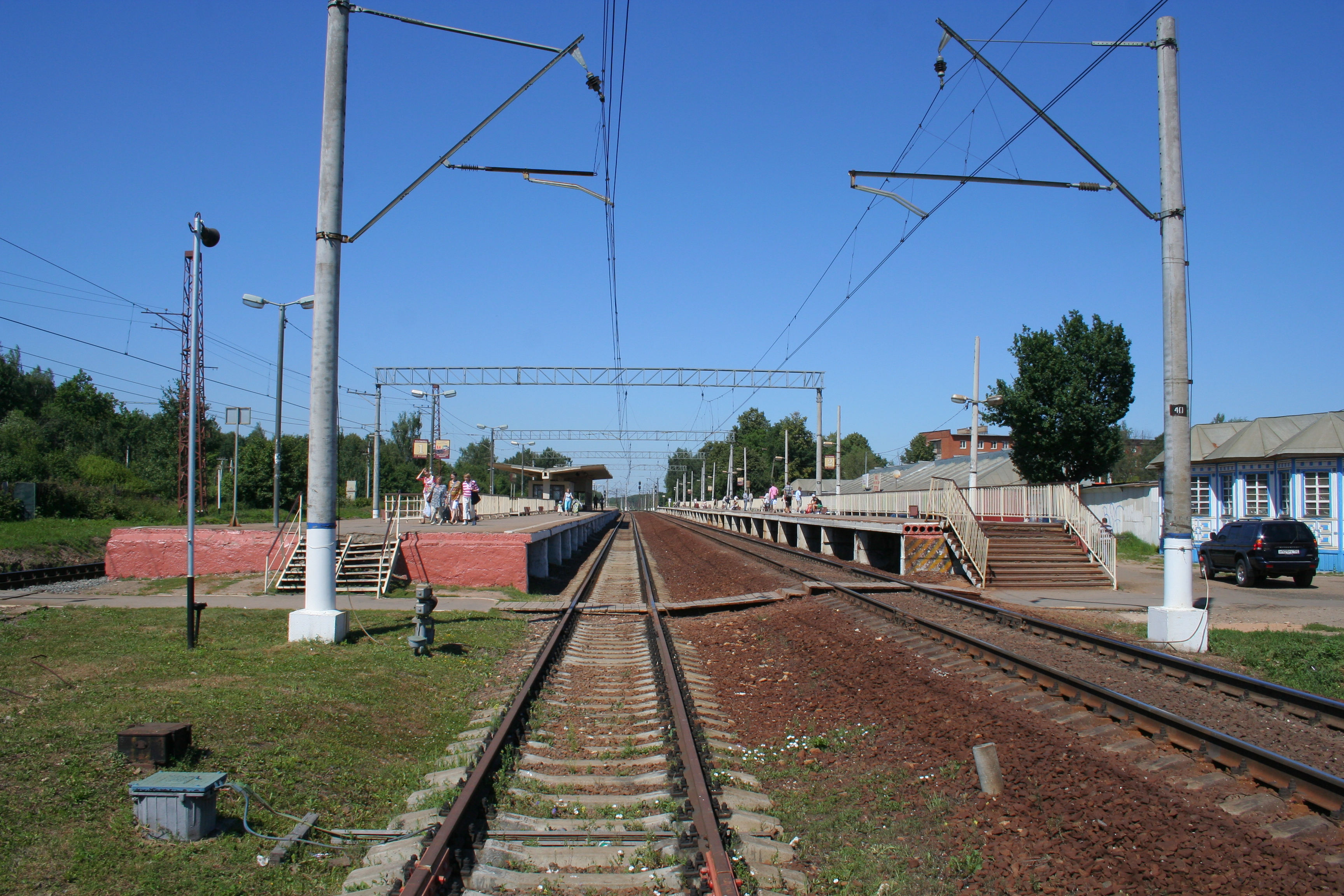
Bahnhaltepunkt Lwowskaja

Bevölkerungsentwicklung
| Jahr | Einwohner |
| ---- | --------- |
| 1959 | 8.408     |
| 1970 | 10.224    |
| 1979 | 10.194    |
| 1989 | 12.858    |
| 2002 | 11.906    |
| 2010 | 10.855    |

Anmerkung: Volkszählungsdaten